# Eduard Fuchs
Eduard Fuchs (Göppingen, 31 de enero de 1870 – París, 26 de enero de 1940) fue un académico marxista alemán en cultura e historia; escritor, coleccionista de arte y activista político.

## Primeros años de vida
El padre de Fuchs era comerciante. En los primeros años de su vida, el joven Fuchs desarrolló convicciones políticas socialistas y marxistas. En 1886, se unió al partido político ilegalizado Sozialistische Arbeiterpartei (el precursor del moderno SPD, Sozialdemokratische Partei Deutschlands). Fuchs realizó un doctorado en derecho y ejerció como abogado. En 1892 se convirtió en redactor jefe del semanario satírico Süddeutscher Postillon y más tarde en coeditor del Leipziger Volkszeitung.

## Activismo político y literario
Sus artículos incendiarios en los periódicos (uno de ellos acusaba al Káiser de ser un asesino en masa) resultaron en sentencias de cárcel periódicas. Durante sus períodos de encierro, Fuchs escribió diversas historias sociales utilizando la imagen como una de sus fuentes principales. El primero de ellos fue su Karikatur der europäischen Völker (Caricaturas de los pueblos europeos), 1902.
Ese mismo año se trasladó a Berlín donde dirigió el periódico socialista Vorwärts. Al año siguiente comenzó su obra maestra, un examen de la práctica moral, Sittengeschichte, que finalmente llegó a seis volúmenes en 1912. Mientras participaba en esta serie, continuó su interés por las caricaturas con una dedicada a la representación de la mujer, Die Frau in der Karikatur, 1905 (3 vol.). En 1912 apareció otro libro que documenta las representaciones estereotipadas de los judíos. Fuchs viajó con el artista Max Slevogt a Egipto en 1914, poco antes del estallido de la Primera Guerra Mundial. Fue pacifista durante la guerra. El gobierno de Vladimir Lenin lo puso a cargo del intercambio de prisioneros con Alemania después de la guerra; estuvo entre los líderes del Komintern alemán en Berlín en 1919. Fuchs se convirtió en miembro fundador de la Liga Spartakus y del Partido Comunista de Alemania.
Su interés por los temas de problemáticas sociales en la caricatura lo llevó a investigar al caricaturista francés, Honoré Daumier. A partir de 1920, Fuchs publicó un catálogo razonado sobre Daumier en tres volúmenes. Fuchs hizo campaña a favor de Heinrich Brandler y su oposición de derecha dentro del partido. Más tarde renunció al partido en 1929, tras la expulsión de Brandler, Thalheimer y varios otros incondicionales y posteriormente se unió al Partido Comunista de Alemania (Oposición). Durante la ascensión de Hitler al poder en Alemania en 1933, Fuchs fue, según el New York Times, "violentamente atacado por el régimen nazi y debido a que su segunda esposa, la ex Grete Alsberg, era judía, tuvo que huir de Alemania".

## Coleccionista de arte
Para 1909, Fuchs poseía 3.800 litografías de Daumier y, a finales de la década de 1920, poseía 6.000 grabados, 21 pinturas y 16 dibujos de él. Fuchs también tenía en su colección 44 pinturas y al menos 10 acuarelas de Max Slevogt, muchas de ellas adquiridas directamente del artista que también era su amigo. La colección de Fuchs incluía 19 pinturas de Max Liebermann, así como mayólicas y porcelanas y objetos de Asia oriental. Fuchs poseía la colección más grande (120) de claraboyas chinas en ese momento. Para sus investigaciones dispuso también de más de veinte mil dibujos, grabados, folletos y carteles de historias morales.
Fuchs trasladó su colección a la "Villa Fuchs" que Mies van der Rohe construyó en 1901 en Berlín-Zehlendorf.

## Incautación nazi de la colección de arte de Fuchs
Fuchs y su esposa escaparon de la Alemania nazi en febrero de 1933 a través de Schaffhausen, Estrasburgo y Ginebra hasta París. El 25 de marzo de 1933 tuvo lugar una operación de la Gestapo a gran escala en Villa Fuchs, aparentemente para obtener "pruebas comunistas". El 25 de octubre de 1933, la Colección Fuchs fue confiscada oficialmente, las salas selladas y se llevaron libros, carteles y folletos. El 26 de octubre de 1933, los muebles y los demás objetos de arte fueron confiscados por la oficina fiscal de Zehlendorf. Los libros de Fuchs fueron prohibidos, confiscados y parcialmente quemados.

## Exilio y muerte
En el exilio en París, Fuchs fue amigo de Walter Benjamin, entre otros. Fuchs murió el 26 de enero de 1940, y fue enterrado el 29 de enero de 1940 en el cementerio de Père Lachaise.
A Fuchs le sobrevivió su segunda esposa Margarete, llamada Grete, también Margret Fuchs. Murió en el exilio en la ciudad de Nueva York el 7 de junio de 1953. Su hija Gertraud, fruto de su primer matrimonio con Frida Fuchs (1876-1956), murió el 19 de mayo de 1960.

## Investigación sobre la procedencia de la colección de arte saqueada de Margarete y Eduard Fuch
De febrero de 2018 a febrero de 2020 y de mayo de 2020 a abril de 2022, se pusieron en marcha proyectos de investigación para intentar reconstruir la historia de la colección Fuchs que había sido saqueada por los nazis.

## Obras
- 1848 in der Caricatur. München: Ernst 1898
- Die Karikatur der europäischen Völker vom Altertum bis zur Neuzeit (mit Hans Kraemer). Berlin: A. Hoffman 1902
- Die Karikatur der europäischen Völker vom Jahre 1848 bis zur Gegenwart. Berlin: A. Hoffman 1903
- Das erotische Element in der Karikatur. Berlin: A. Hoffman 1904
- Die Frau in der Karikatur. München: Albert Langen 1906
- Richard Wagner in der Karikatur (mit Ernst Kreowski). München: Albert Langen 1907
- Geschichte der erotischen Kunst. Band 1: Das zeitgeschichtliche Problem. München: Albert Langen 1908
- Illustrierte Sittengeschichte vom Mittelalter bis zur Gegenwart, Band 1: Renaissance. München: Albert Langen 1909. Some images
- Illustrierte Sittengeschichte vom Mittelalter bis zur Gegenwart, Band 2: Die galante Zeit. München: Albert Langen 1911
- Illustrierte Sittengeschichte vom Mittelalter bis zur Gegenwart, Band 3: Das bürgerliche Zeitalter. München: Albert Langen 1912
- Die Weiberherrschaft in der Geschichte der Menschheit (mit Alfred Kind). Erster Band. München: Albert Langen 1913
- Die Weiberherrschaft in der Geschichte der Menschheit (mit Alfred Kind). Zweiter Band. München: Albert Langen 1913
- Die Weiberherrschaft in der Geschichte der Menschheit (mit Alfred Kind). Ergänzungsband. München: Albert Langen 1913
- Der Weltkrieg in der Karikatur. Bis zum Vorabend des Krieges". München: Albert Langen 1916
- Die Juden in der Karikatur: Ein Beitrage zur Kulturgeschichte. München: Albert Langen 1921
- Geschichte der erotischen Kunst. Band 2: Das individuelle Problem. Erster Teil. München: Albert Langen 1923
- Tang-Plastik: Chinesische Grabkeramik des VII. bis X. Jahrhunderts. München: Albert Langen, 1924
- Dachreiter und Verwandte: Chinesische Keramik des XV. bis XVIII. Jahrhunderts. München: A. Langen, 1924
- Gavarni. Hrsg. von Eduard Fuchs (mit Paul Gavarni). München: Albert Langen, 1925
- Geschichte der erotischen Kunst. Band 3: Das individuelle Problem. Zweiter Teil. München: Albert Langen 1926
- Honoré Daumier: Holzschnitte 1833–1872. München, A. Langen, 1927.
- Honoré Daumier: Lithographien 1828–1851. München, A. Langen, 1927
- Honoré Daumier: Lithographien 1852–1860. München, A. Langen, 1927.
- Honoré Daumier: Lithographien 1861–1872. München, A. Langen, 1927.
- Der Maler Daumier. München: Albert Langen 1930
- Die grossen Meister der Erotik: Ein Beitrag zum Problem des Schöpferischen in der Kunst; Malerei und Plastik. München: Albert Langen, 1931